# Edith Hall
Edith Hall (* 1959) ist eine britische Klassische Philologin (Gräzistin).

## Leben
Edith Hall studierte zunächst am Wadham College der University of Oxford (B.A. 1982), anschließend am St Hugh’s College und erhielt 1988 ihren Ph.D. Nach Stationen an den Universitäten in Reading (1990–1995 Lecturer), Oxford (1995–2001 Lecturer), Durham (2001–2006 Leverhulme Professor of Greek Cultural History) und Royal Holloway, University of London (2006–2012 Research Professor in Classics, English & Drama) lehrte Hall seit 2012 am King’s College London. Seit 2022 ist sie Professor im Department of Classics and Ancient History der University of Durham. Sie lebt in Gloucestershire.
Ihr Forschungsschwerpunkt liegt auf der antiken griechischen Literatur- und Kulturgeschichte. Weitere Schwerpunkte ihrer Arbeit sind die antike griechische Sozial- und Geistesgeschichte, antike griechische und römische Aufführungspraxis, die griechische Tragödie und Komödie, Ethnizität, Gender sowie die Antikenrezeption, also die Frage, wie spätere Epochen von den antiken Kulturen geprägt und beeinflusst wurden.
Für ihre Arbeiten wurde sie mehrfach ausgezeichnet. Neben mehreren Gastprofessuren ist Hall gefragte Expertin für Rundfunk, Fernsehen und Theater. So beriet sie etwa Theaterproduktionen der Royal Shakespeare Company oder des in Wien ansässigen Theatercombinats.

## Auszeichnungen
- Preis der Hellenic Foundation for Culture, 1988
- Humboldt-Forschungspreis, 2012
- ordentliches Mitglied der Academia Europaea, 2013[2]
- Erasmus Medal der Academia Europaea, 2015 (als erste Frau)
- Ehrendoktorwürde der Universität Athen, 2017[3]
- Ehrenbürger von Palermo, 2019
- Mitglied der British Academy, 2022
- Ehrendoktorwürde der University of Durham, 2022

## Publikationen (Auswahl)
- Inventing the Barbarian. Greek Self-Definition through Tragedy. Oxford University Press, Oxford 1989.
- Aeschylus' Persians. Edited with Translation and Commentary. Aris & Phillips, Warminster 1996.
- mit Fiona Macintosh: Greek Tragedy and the British Theatre 1660–1914. Oxford University Press, Oxford 2005.
- Greek Tragedy: Suffering Under the Sun, Oxford 2010
- Theorising Performance, Duckworth 2010
- Reading Ancient Slavery, Bloomsbury 2010
- India, Greece and Rome 1757–2007, Institute of Classical Studies 2010
- Ancient Slavery and Abolition, Oxford 2011
- Adventures with Iphigenia in Tauris: A Cultural History of Euripides’ Black Sea Tragedy, Oxford 2013
- Introducing the Ancient Greeks: From Bronze Age Seafarers to Navigators of the Western Mind, W. W. Norton, New York 2014, ISBN 978-0-393-23998-0
  - deutsch: Die alten Griechen. Eine Erfolgsgeschichte in zehn Auftritten, Siedler Verlag, München 2017, ISBN 978-3-8275-0092-2
- mit Henry Stead: A People’s History of Classics. Class and Greco-Roman Antiquity in Britain and Ireland 1689 to 1939. Routledge, London 2020, ISBN 978-0-367-43236-2.
- Facing down the furies: suicide, the ancient Greeks, and me. Yale University Press, New Haven 2024, ISBN 978-0-300-27353-3.
- Epic of the earth. Reading Homer’s Iliad in the fight for a dying world. Yale University Press, New Haven 2025.
- Aeschylus: Agamemnon. Edited with Introduction, Translation and Commentary (Aris and Phillips classical texts). Liverpool University Press, Liverpool 2024, ISBN 9781800856288.